# Azulamus scabrissimus
Azulamus scabrissimus is een hooiwagen uit de familie Manaosbiidae. De wetenschappelijke naam van Azulamus scabrissimus gaat terug op Roewer.